# Mont Buxton
Mont Buxton és el districte més petit de l'illa de Mahé. Posseeix menys de 1.000 habitants i presenta un clima càlid. Com a curiositat cal esmentar que Mont Buxton és l'únic districte de l'illa de Mahé que no té sortida al mar.